# Enoplognatha caricis
Enoplognatha caricis är en spindelart som först beskrevs av Fickert 1876.  Enoplognatha caricis ingår i släktet Enoplognatha och familjen klotspindlar. Arten förekommer tillfälligt i Sverige, men reproducerar sig inte. Inga underarter finns listade i Catalogue of Life.